# David Whitney Building
El David Whitney Building es un rascacielos situado en el Downtown de Detroit, Míchigan. El edificio mide 82 metros de altura   La construcción de la estructura de 19 pisos comenzó en 1914 y terimó en 1916. Fue renovado en 1959 y en 2014.

## Historia y descripción
El edificio lleva el nombre de David Whitney Jr.,  un comerciante de pino blanco que se convirtió en uno de los hombres más ricos de la ciudad.
La estructura fue diseñada por Graham, Burnham & Co., la firma sucesora de D.H. Burnham Company de Daniel Burnham (este murió dos años antes de que se anunciara el proyecto, y ningún registro contemporáneo indica que participó en el diseño del David Whitney).

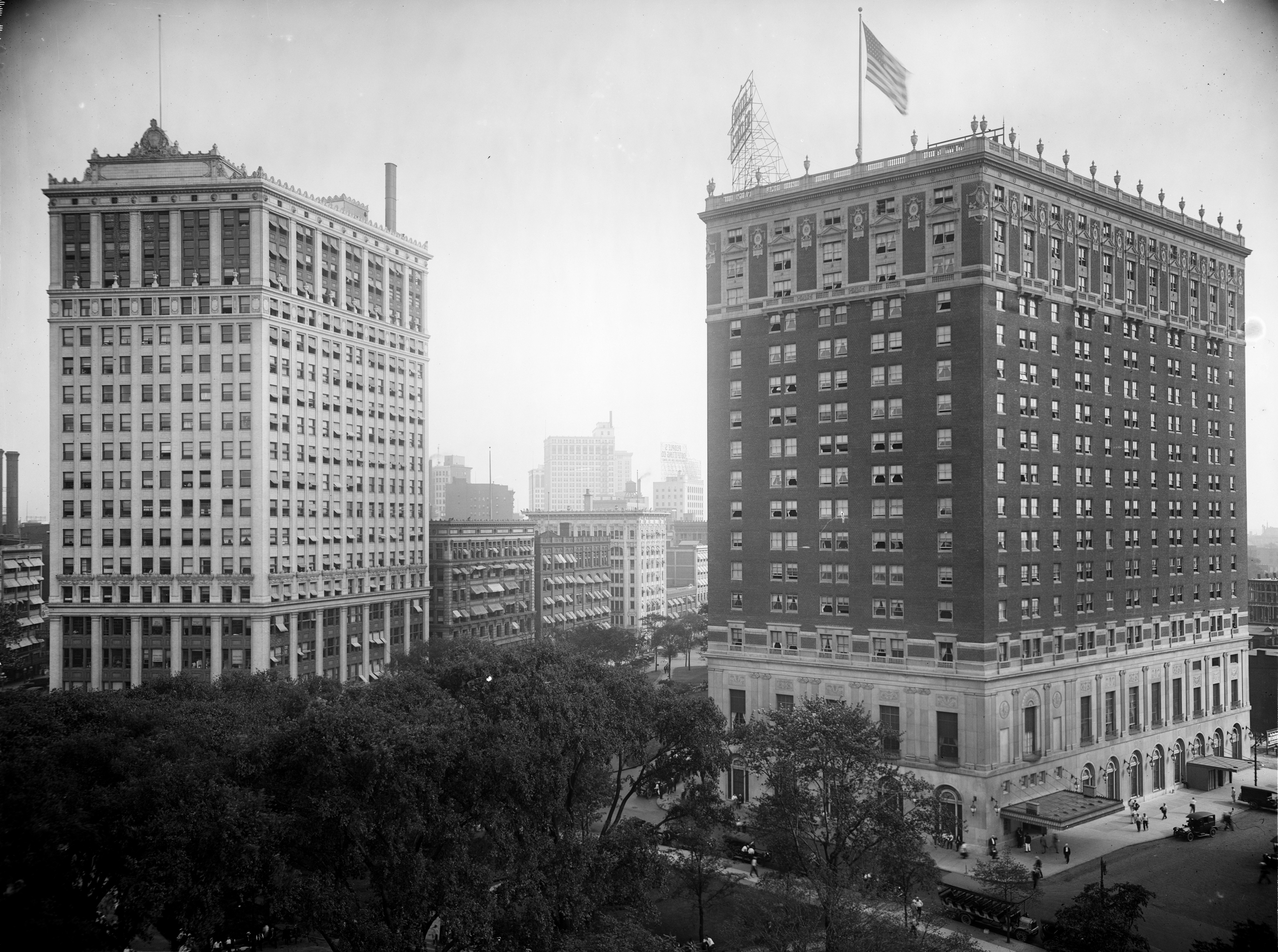
El David Whitney Building (izquierda) y Statler Hotel (derecha), c. 1915.

Se encuentra en el 1 Park Avenue (1550 Woodward Avenue de 1921 a 2014), en el costado sur del Grand Circus Park. Ocupa un lote en forma de cuña en el cruce de la Park Avenue, la Woodward Avenue y el Boulevard Washington. 
El exterior fue originalmente diseñado con líneas limpias en un estilo neorrenacentista con terracota y ladrillo acristalado. Pero la fachada original fue alterada en 1959, cuando las cornisas decorativas fueron reemplazadas por una parte superior 'moderna'.
Los primeros cuatro pisos albergan un gran atrio comercial. Fue uno de los primeros proyectos importantes de uso mixto de Detroit y fue un lugar popular para muchos consultorios médicos. El Metro Times, uno de los primeros periódico alternativos semanales, se publicó una vez desde las oficinas del rascacielos. 
Hay 19 pisos que albergan oficinas y locales comerciales con un ático mecánico de dos pisos en la parte trasera del edificio. La estación Grand Circus Park de Detroit People Mover está ubicada en el primer y segundo piso de este edificio.
Es visible desde Detroit People Mover y desde el Comerica Park. Junto con la adyacente Broderick Tower forma una especie de "puerta de entrada" al centro de Detroit cuando se viene desde el norte.

## Renovación
En enero de 2011, la Autoridad de Desarrollo del Centro de Detroit aprobó un préstamo de 1 millón de dólares para ayudar a Whitney Partners LLC a comprar y renovar el edificio. Su plan incluía crear un edificio de uso mixto y restaurar la fachada y el vestíbulo de cuatro pisos. La compra se completó en marzo y los nuevos propietarios buscaron fondos adicionales y créditos fiscales para financiar sus planes para un hotel boutique, apartamentos y tiendas minoristas.
En diciembre de 2011 los planes dieron un paso más cuando la asociación anunció que la firma de un acuerdo con Starwood Hotels para operar el hotel de 136 habitaciones. Este ocupa los pisos tres al nueve con 105 unidades de apartamentos de alta gama en los pisos diez y superiores. La renovación de 92 millones de dólares comenzó en marzo de 2013 y terminó en diciembre de 2014.